# 石榴
石榴（学名：Punica granatum），或稱安石榴，千屈菜科灌木。

## 形态
石榴属于落叶灌木或小乔木，高2-7米；幼枝常呈四棱稜形，枝顶端多呈刺状。叶对生或近簇生，矩圆形或倒卵形，长2-8厘米，宽1-2厘米，中枝脉在枝叉处凸起；叶柄长5-7毫米。花1至数朵生于枝顶或腋生，雌雄同体，有短梗；花萼呈钟形，红色，质地较厚，长2-3厘米，顶端5-7个裂片，裂片外面有乳头状突起；花瓣与萼片同数，互相生长，生长于萼筒内，呈倒卵形，稍高出花萼裂片，通常呈红色，少有白色；雄蕊较多，花丝细弱；上部有6个花室，为侧膜胎座，下部有3个花室，为中轴胎座。浆果近球形，果皮厚，顶端有宿存花萼，直径约6厘米。外种皮肉质，呈鲜红、淡红或白色，多汁，甜而带酸，即为可食用的部分；内种皮为角质，也有退化变软的，即软籽石榴。原产亚洲中部。中国南北各省区均有栽培。安石榴全株均可入藥，性溫；果可食用，味酸、澀；果皮及根、花药用，有收敛止泻、止血、杀虫等用途。

## 分布
性喜温暖湿润。原产于伊朗及其周边地区，中国各地都有栽培。

## 品种

### 突尼斯软籽石榴
原產突尼西亞共和國，1986年，給中國大陸送了6棵國寶級石榴苗，經馴種在中國大陸各地種植。

### 黄里石榴
中国安徽省淮北市相山区黄里软籽石榴现已有两千多年的历史，明嘉靖年间大夫吴梦骞《隋年》记，“黄里石榴颜色鲜美，气味芬芳，粒大籽软，汁甘而浓……”。在清代曾作为宫廷贡品，为全国珍奇果品之一。1958年被安徽省林业厅鉴定为全省石榴佳品并选送国务院，2001年至2011年多次被评为全国主要石榴产区优质产品。“2007中国安徽名优农产品交易会”中受到省、市各级领导和农业专家的好评。
黄里软籽石榴具有健脾益胃，生津化食、止咳化痰、补钙等功效，是助消化的果中佳品。现存明清石榴园2000多亩，经历年改良扩植，目前种植规模已达万亩，主要品种有：黄里软籽一号、二号、冰糖籽、玛瑙籽、青皮糙、珍珠红等十几个品种。

### 怀远石榴
中国安徽省怀远县的石榴品种白花玉石籽因核软，甜度高，花朵洁白，果实淡绿，籽粒明如翠玉而著名。

## 图片展示

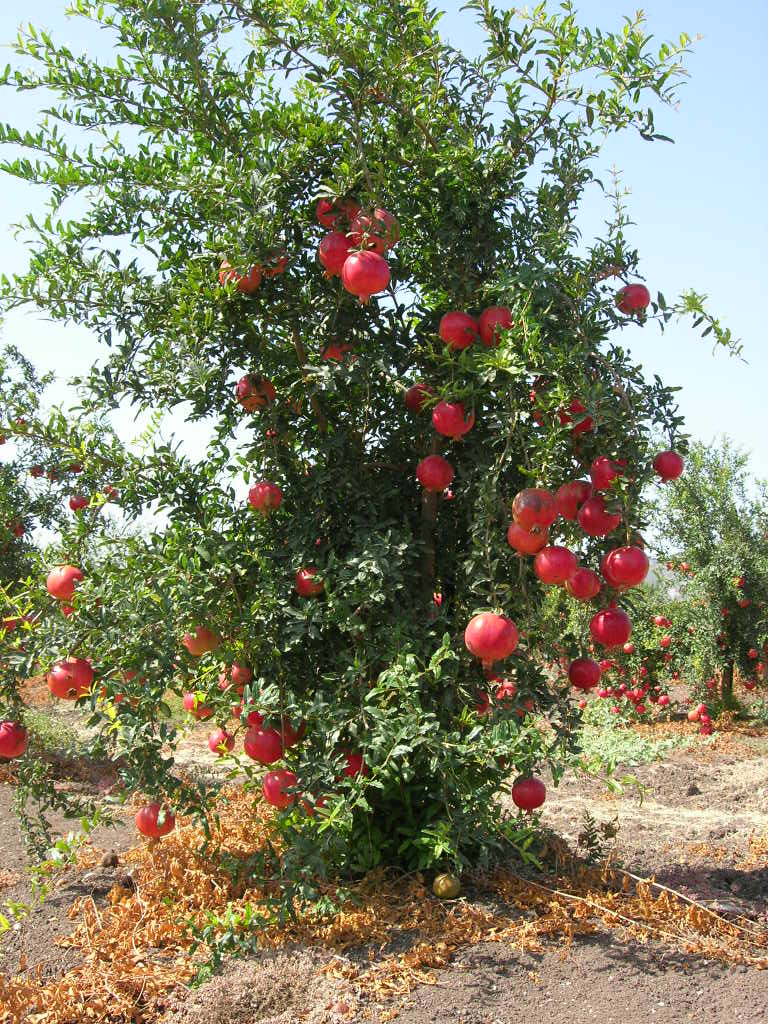
植株
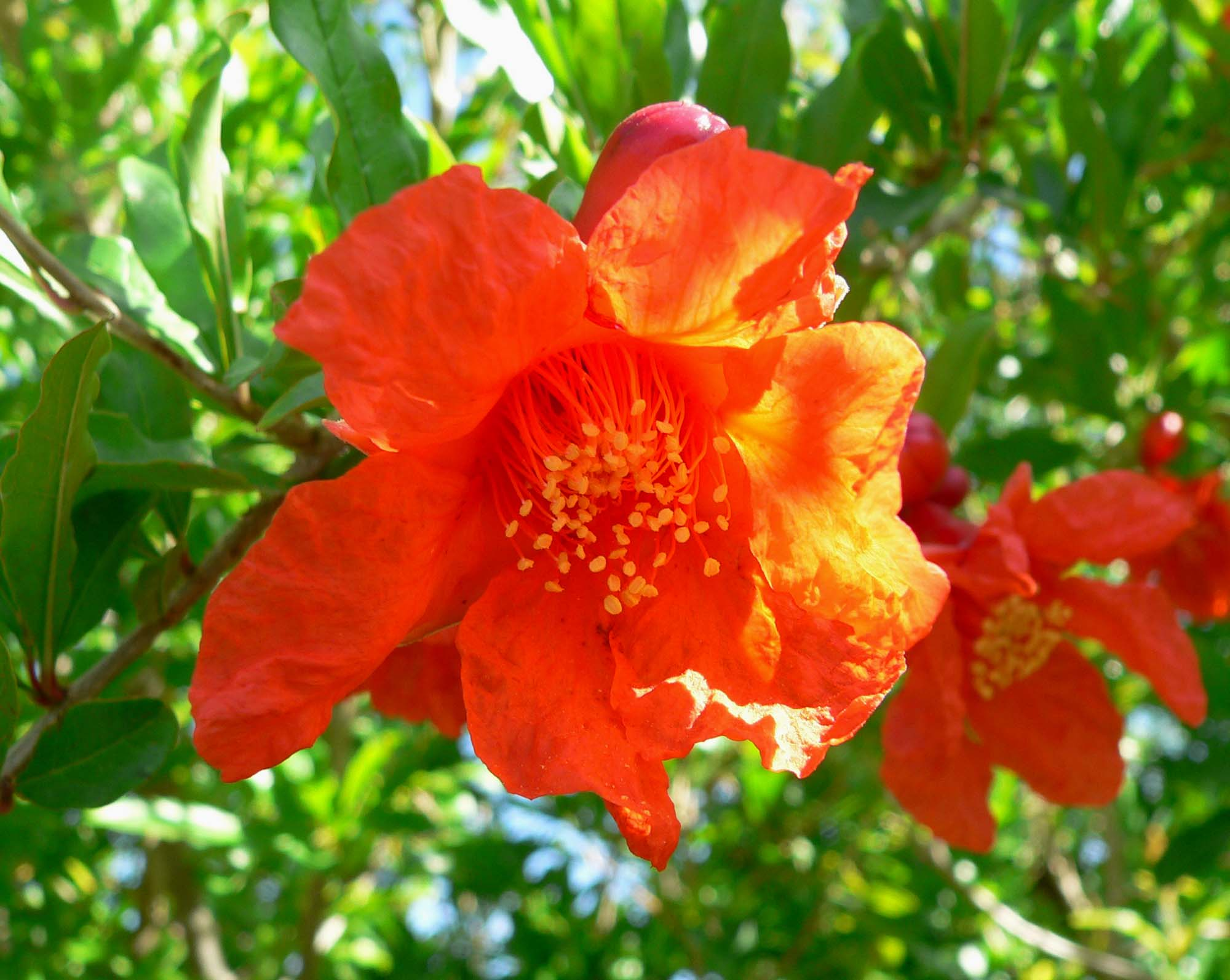
石榴花
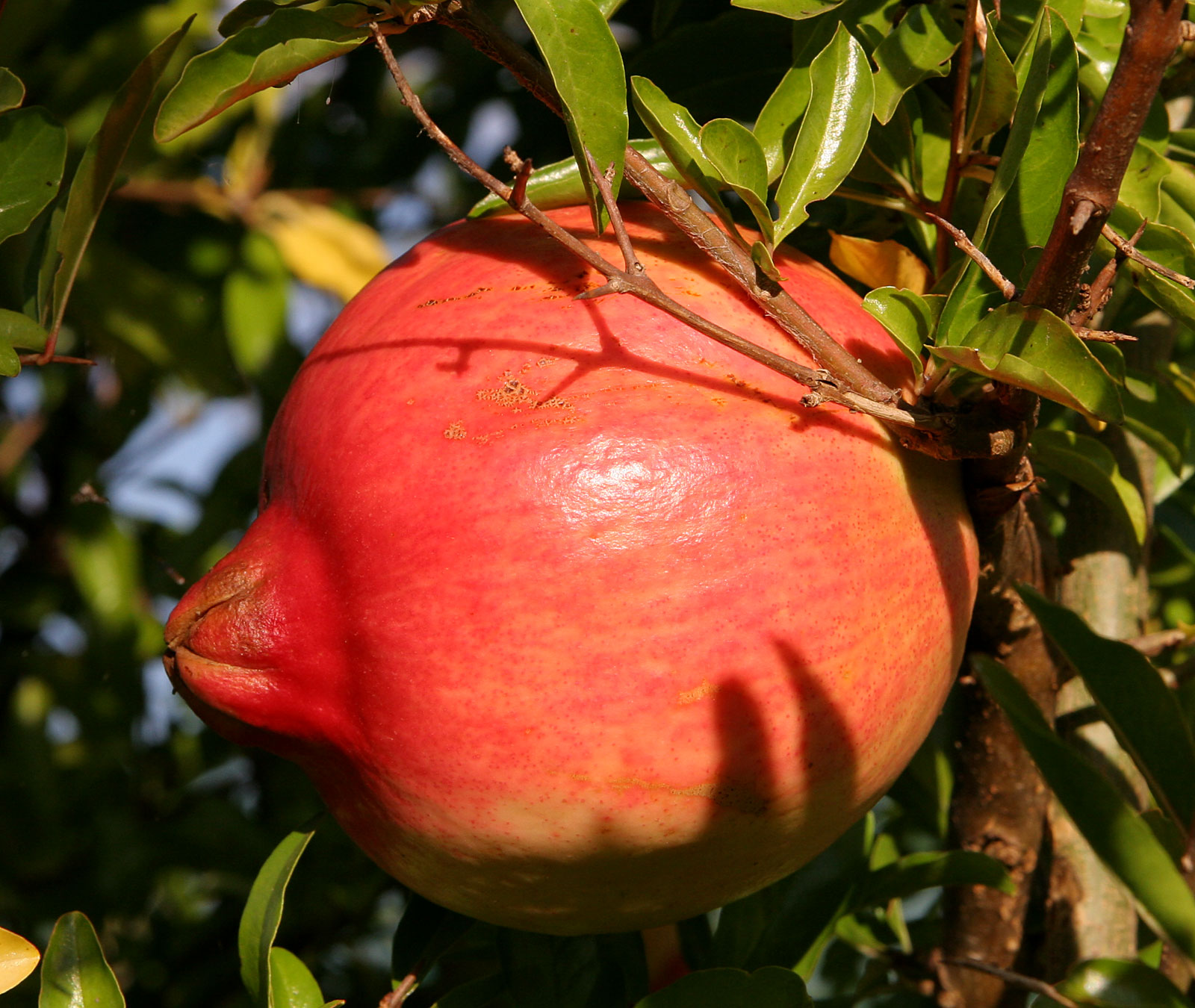
石榴果實
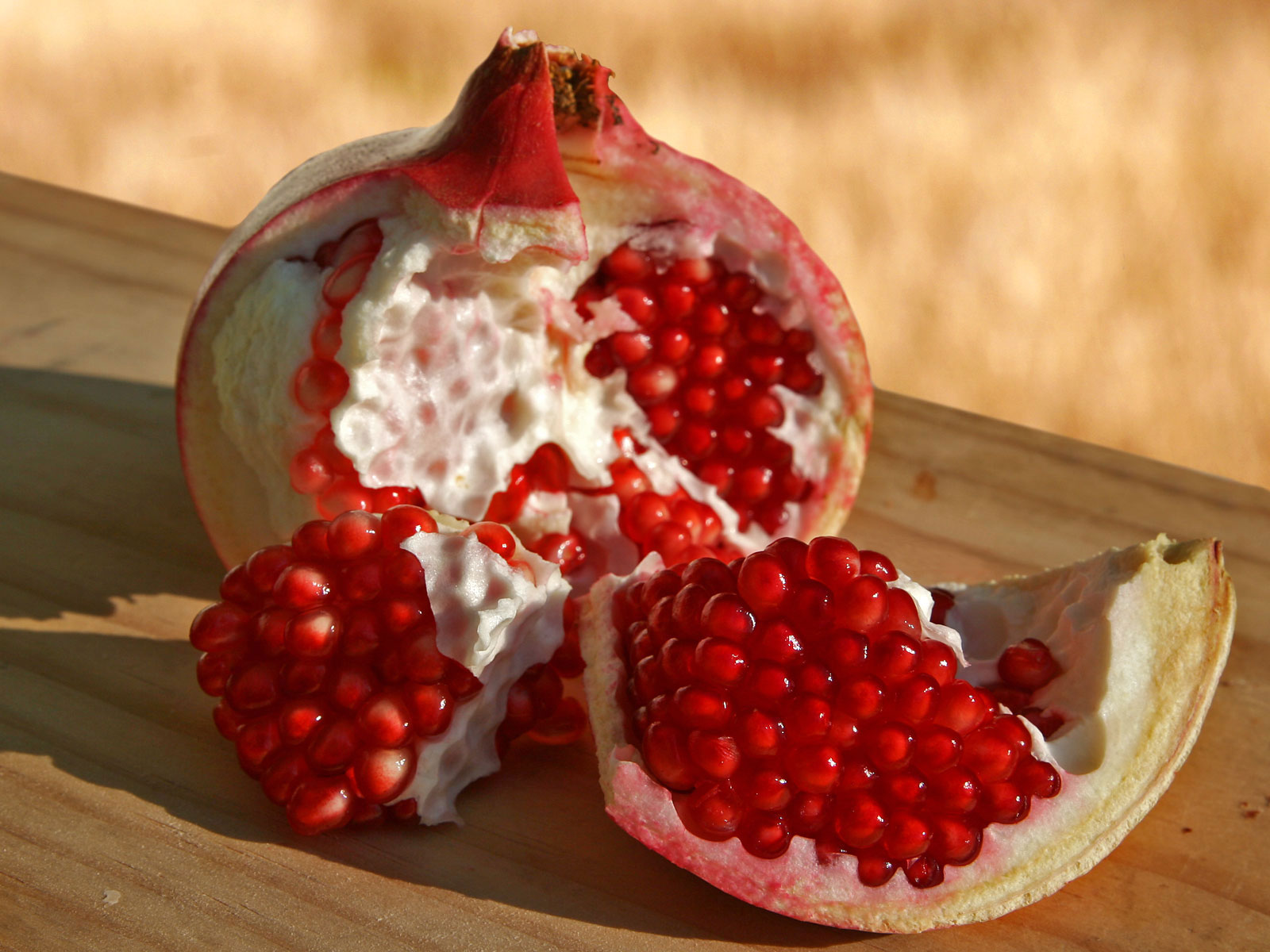
石榴内部
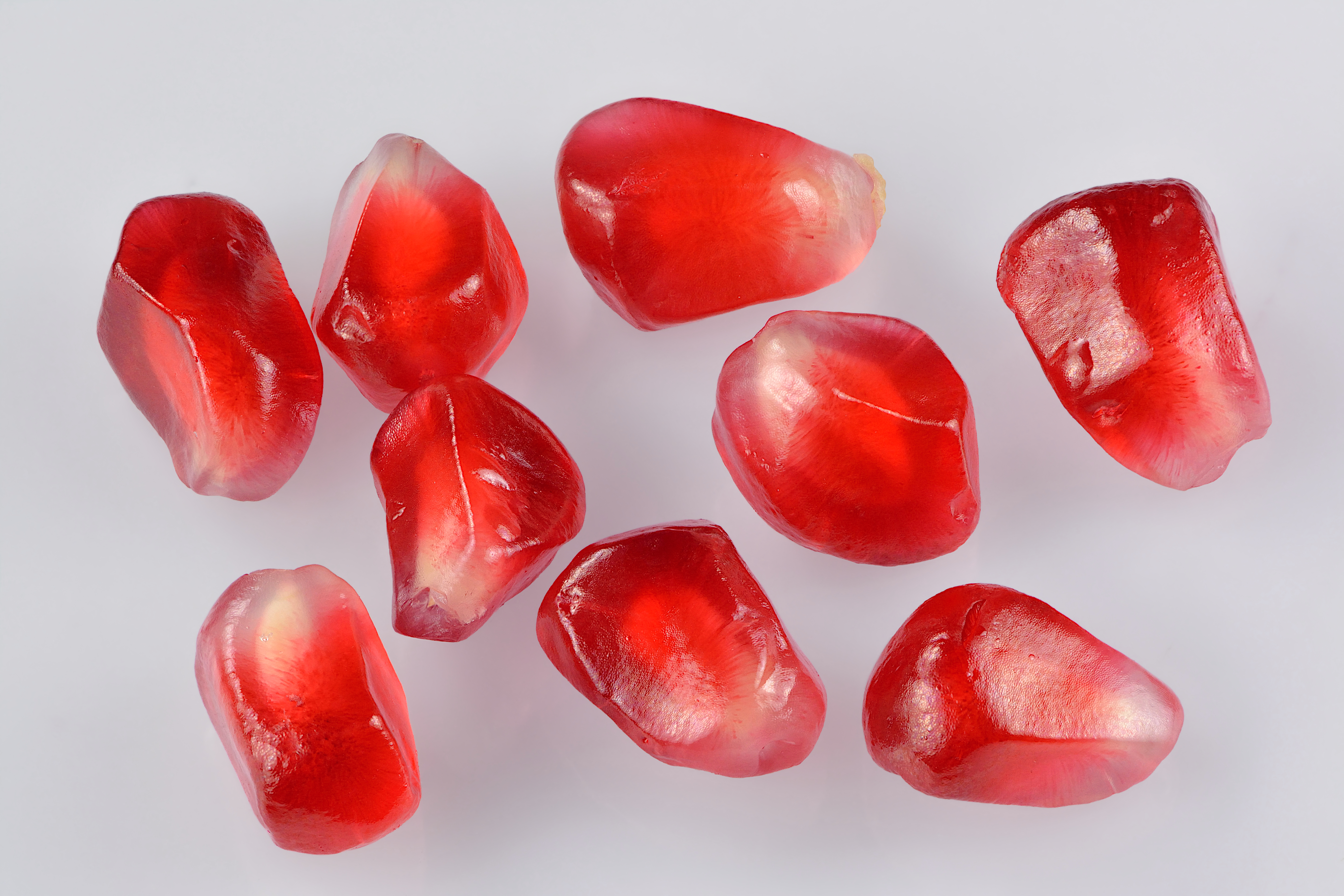
種子
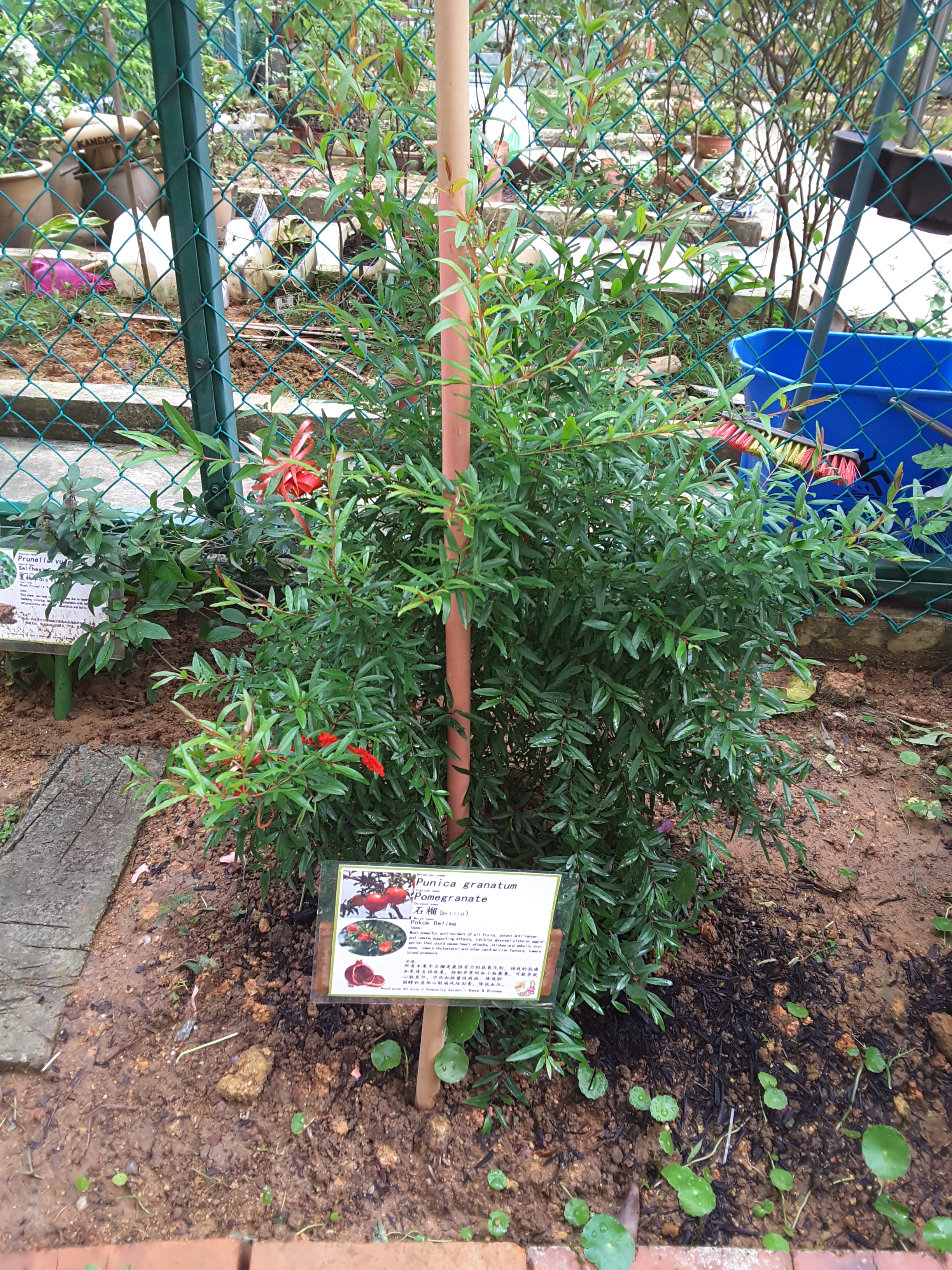
新加坡種植石榴

## 历史
石榴相傳是在西漢時由張騫引入中國的，唐代的類書《藝文類聚》引陸機《與弟雲書》：「張騫為漢使外國十八年．得塗林，安熟榴也。」同樣的引文在《太平御覽/卷九百七十》中則作安石榴。

## 药用
中医上用果皮做涩肠固下药，性温、味酸涩，主治持久泻痢、下血脱肛、崩漏带下等症，且能止血、驅蟲。

## 文化
石榴被中国作为子孙众多的象征，北齐安德王高延宗迎娶王妃时，王妃母亲宋灵媛将两个石榴进献给高延宗的叔父齐文宣帝高洋，高洋在魏收的提示之下才弄懂石榴的含义。
在潮汕文化中，石榴花被认为是可用于辟邪的吉祥花，常与菝草合称为“红花仙草”。潮汕部分地区的出花园习俗会模仿泰国传统婚礼在孩子耳边别上石榴花。泰国宋干女神之一的桐莎公主亦头戴石榴花。
希臘神話中，普西芬妮是冥界的王后，宙斯和大地女神狄蜜特的女兒，被冥王黑帝斯綁架到冥界，後來經過太陽神赫利俄斯及宙斯出面處理，終於找回普西芬妮。但由於普西芬妮吃了冥界的石榴，必須每年要回冥界四個月，因此人間開始有了四季。
佛教寺庙常种植石榴，寓意小因大果。孔雀明王的持物也包括石榴。

### 引用
1. ↑  Participants of the FFI/IUCN SSC Central Asian regional tree Red Listing workshop, Bishkek, Kyrgyzstan (11-13 July 2006). . The IUCN Red List of Threatened Species. 2020: e.T63531A173543609  [16 November 2020].
2. ↑  http://www.cvh.org.cn/lsid/index.php?lsid=urn:lsid:cvh.org.cn:names:cnpc_74211&vtype=img,spm,ref,link, 石榴 中国植物标本馆
3. 1 2  石榴 （页面存档备份，存于）：「It was probably introduced to China from C Asia or Europe during the Han dynasty (207 BCE to 220 CE).譯：可能於漢朝時由中亞或歐洲引進。」《Flora of China》卷13，第283頁。
4. ↑  《藝文類聚/卷086》 （页面存档备份，存于），《藝文類聚》此條下即有塗林、安熟榴、安石榴、石榴等名。但塗林有認為不是指石榴異名，而是地名。參考繆啟榆校釋，1982。齊民要術。北京：農業出版社。安石榴第四十一之（註一） 的存檔，存档日期2011-11-08.
5. ↑  《北齐书·卷三十七·列传第二十九》：安德王延宗纳赵郡李祖收女为妃，后帝幸李宅宴，而妃母宋氏荐二石榴于帝前。问诸人莫知其意，帝投之。收曰：“石榴房中多子，王新婚，妃母欲子孙众多。”帝大喜，诏收“卿还将来”，仍赐收美锦二疋。
6. ↑  《北史·卷五十六·列传第四十四》：安德王延宗纳赵郡李祖收女为妃，后帝幸李宅宴，而妃母宋氏荐二石榴于帝前。问诸人莫知其意，帝投之。收曰：“石榴房中多子，王新婚，妃母欲子孙众多。”帝大喜，诏收：“卿还将来。”仍赐收美锦二疋。
7. ↑  . 大华网. 缤纷揭阳. 2018-01-26.
8. ↑  . 揭阳市人民政府. 揭阳新闻网. 2019-08-09. （原始内容存档于2024-03-12）. 这一天，孩子要穿红衣，着红屐，头戴石榴花。
9. ↑  林渊液. . 《天涯》. 2019-05-16  [2024-05-04]. （原始内容存档于2024-03-11）. 孩子是主角，耳后别上红花，穿红内衣，着红屐，腰间围有红肚兜，装盛十二颗桂圆和两枚“顺治”铜钱。
10. ↑  Wang, Xinyang; Jin, Cheng; Huang, Li; Zhou, Lihua; Zheng, Mingming; Qian, Shenhua; Yang, Yongchuan. . Biodiversity Science. 2020-06-20, 28 (6): 668. doi:10.17520/biods.2019392.

## 延伸阅读
[在维基数据编辑]
 《欽定古今圖書集成·博物彙編·草木典·石榴部》，出自陈梦雷《古今圖書集成》

## 外部連結
- （繁體中文）（英文） 石榴 Shiliu （页面存档备份，存于） 藥用植物圖像資料庫 （香港浸會大學中醫藥學院）